# Strumeani
Strumeani (în bulgară Струмяни) este un reședința obștinii Strumeani, Regiunea Blagoevgrad, Bulgaria. Localitatea se situează la 1 km de valea râului Struma.

## Demografie
Componența etnică a satului Strumeani
     Bulgari (87,81%)
     Romi (1,14%)
     Nicio identificare (10%)
     Altele (1,04%)
La recensământul din 2011, populația satului Strumeani era de 960 locuitori. Din punct de vedere etnic, majoritatea locuitorilor (87,81%) erau bulgari, cu o minoritate de romi (1,14%). Pentru 10,0% din locuitori nu este cunoscută apartenența etnică.